# Cruz Blanca Neutral

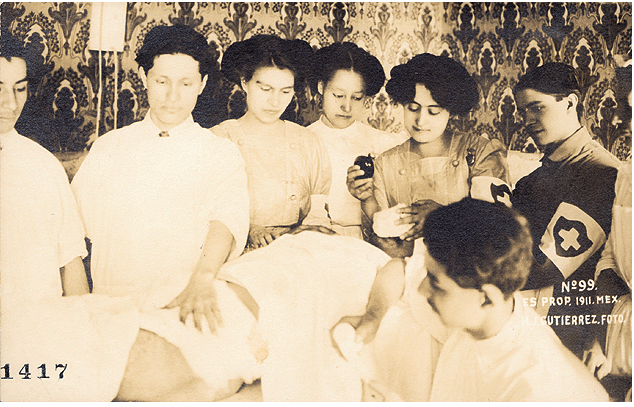
Elena Arizmendi och volontärer för Cruz Blanca Neutral 1911

Cruz Blanca Neutral är en frivillig sjukvårdsorganisation som etablerades under mexikanska revolutionen, vid tiden för intagandet av staden Juárez, utförd av rebellerna från Francisco Madero. Cruz Blanca Neutral uppstod för att erbjuda medicinsk hjälp till skadade i konflikterna på gränsen till USA och som ett "neutralt" porfiristiskt alternativ till det mexikanska Röda Korset, som vägrade att behandla upprorsmän. Cruz Blanca Neutral bildades formellt den 5 maj 1912. 
Efter sin framgång i Juárez spred sig organisationen bland de 25 delstaterna i Mexiko under resten av kriget. Organisationen förblev semisubventionerad av regeringen fram till 1940-talet, då den omvandlades till en organisation som hjälpte barn. Organisationen är fortfarande verksam i Mexico City.

## Bildande
La Cruz Blanca Neutral är en frivillig sjukvårdsorganisation och hjälptjänst som grundades av Elena Arizmendi Mejia 1911. Hon skrevs in på School of Nursing på Santa Rosa Hospital (nu School of Nursing vid University of the Incarnate Word) i San Antonio, Texas när kriget bröt ut. Hennes skola låg granne med Texas residens för hennes familjevän som hon stöttade, Francisco Madero, som utmanade Porfirio Díaz om presidentposten 1910, fängslades av Díaz men flydde till Texas. Rapporter om kriget, offer och Röda Korsets vägran att behandla rebeller fick Arizmendi att återvända till Mexico City med tåg den 17 april 1911. Väl där arrangerade hon ett personligt möte med chefen för Röda Korsets organisation. När direktören upprepade att de inte skulle behandla revolutionärer, bestämde sig Arizmendi för att grunda en organisation som skulle behandla hennes landsmän. Hon och hennes bror, Carlos, tog hjälp av läkarstudenter och sjuksköterskor för att grunda organisationen.
1913 bildade Leonor Villegas de Magnón en brigad som skulle ge första hjälpen till soldater på båda sidor om gränsen mellan Texas och Mexiko, nära Laredo, Texas. Brigadens riktlinjer var Genèvekonventionerna. Arizmendi arbetade med insamling och tog hjälp av kända personer som María Conesa, Virginia Fábregas och Leopoldo Beristáin. Efter många insamlingsevenemang hade de samlat in tillräckliga medel för ett fältsjukhus och den 11 maj 1911 drog de iväg till Juárez. Arizmendi och Carlos bildade den första brigaden med Dr Ignacio Barrios och Dr Antonio Márquez och sjuksköterskorna María Avon, Juana Flores Gallardo, Atilana García, Elena de Lange och Tomasa Villareal. Den andra brigaden, ledd av Dr. Francisco, lämnade följande dag och den 14:e en tredje brigad, ledd av Dr. Lorenzo och tio sjuksköterskor inklusive Innocenta Díaz, Concepción Ibáñez, Jovita Muñiz, Concepción Sánchez, María Sánchez, Basilia Vélez, María Vélez, María Vélez och Antonia Zorillaez. När de anlände till staden fann de förödelse och igen var Arizmendi tvungen att samla ihop pengar.
Brigaderna var sammansatta av kvinnor och amerikanska läkare som ägnade sig åt att hjälpa sårade soldater under strider. De behandlade de sårade i Magnóns hem, som hade gjorts om till ett förskoleklassrum. För att bevara Cruz Blancas historia, liksom den roll kvinnor spelade under den mexikanska revolutionen, anställde Magnón en semiofficiell fotograf. Magnón krävde att han skulle avstå ifrån att sälja negativen eller fotografierna. Hon skrev också La Rebelde för att bevara Cruz Blancas historia. Denna memoarbok, skriven i tredje person, berättar om Cruz Blancas verksamhet. Tyvärr publicerades inte manuskriptet under Magóns livstid av flera anledningar, inklusive den otraditionella roll som kvinnor spelade. 1994 publicerades manuskriptet, bevarat av Magóns barnbarn, av Arte Público Press. 2004 publicerades den spanska versionen.

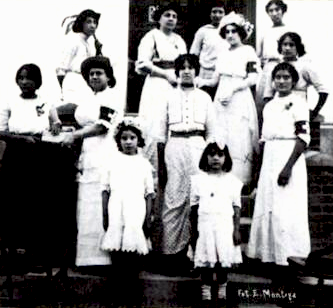
Leonor Villegas de Magnón (i vit hatt) med Cruz Blanca, cirka 1914.

## Expansion i Mexiko
Den 7 juni 1911 inträffade en massiv jordbävning i Mexiko och medlemmar av Cruz Blanca for omedelbart iväg till epicentret i Iguala, Guerrero för att ge första hjälpen. I slutet av 1911 hade det Cruz Blanca etablerat 25 brigader i hela Mexiko. Arizmendi var den första kvinnan som valdes till medlem i Mexican Society of Geography and Statistics, men hon tackade nej till äran. Däremot tog hon emot guldmedaljen som gavs till henne av Great Workers' League som ett erkännande för hennes hängivenhet att hjälpa de sårade. 1912 tilldelade Internationella Röda Korsets schweiziska förbund silvermedaljer till sjuksköterskor som tjänstgjorde i Chihuahua, Guerrero och Morelos med Cruz Blanca. 1913 splittrades läkarnas sammanhållning genom att en del av dem inte ville följa en kvinnas order. Som en konsekvens blev det en uppdelning mellan de som stödde Arizmendi och de som stödde dr Márquez. Arizmendi rådfrågade en ung advokat, José Vasconcelos, som så småningom blev Mexikos förste utbildningsminister. Arizmendi gick i pension och flyttade till New York.

## Nuvarande organisation
År 1948 ändrade Arizmendi Vita Korsets riktning, på grund av statlig likgiltighet. Sedan 1942 hade den enda finansieringen kommit från välgöraren, Rodulfo Brito Foucher. Cruz Blanca finns fortfarande i Coyoacán, en av stadsdelarna i Mexico City. Institutionen är dedikerad till vård och rehabilitering av barn med allvarliga undernäringsproblem.